# Danh sách tiểu hành tinh: 14701–14800
| Tên               | Tên đầu tiên | Ngày phát hiện       | Nơi phát hiện                      | Người phát hiện                                        |
| ----------------- | ------------ | -------------------- | ---------------------------------- | ------------------------------------------------------ |
| 14701 -           | 2000 AO240   | 7 tháng 1 năm 2000   | Anderson Mesa                      | LONEOS                                                 |
| 14702 Benclark    | 2000 AY242   | 7 tháng 1 năm 2000   | Anderson Mesa                      | LONEOS                                                 |
| 14703 -           | 2000 AX243   | 7 tháng 1 năm 2000   | Socorro                            | LINEAR                                                 |
| 14704 -           | 2000 CE2     | 2 tháng 2 năm 2000   | Oizumi                             | T. Kobayashi                                           |
| 14705 -           | 2000 CG2     | 2 tháng 2 năm 2000   | Oizumi                             | T. Kobayashi                                           |
| 14706 -           | 2000 CQ2     | 4 tháng 2 năm 2000   | Oizumi                             | T. Kobayashi                                           |
| 14707 -           | 2000 CC20    | 2 tháng 2 năm 2000   | Socorro                            | LINEAR                                                 |
| 14708 Slaven      | 2000 CU26    | 2 tháng 2 năm 2000   | Socorro                            | LINEAR                                                 |
| 14709 -           | 2000 CO29    | 2 tháng 2 năm 2000   | Socorro                            | LINEAR                                                 |
| 14710 -           | 2000 CC33    | 2 tháng 2 năm 2000   | Socorro                            | LINEAR                                                 |
| 14711 -           | 2000 CG36    | 2 tháng 2 năm 2000   | Socorro                            | LINEAR                                                 |
| 14712 -           | 2000 CO51    | 2 tháng 2 năm 2000   | Socorro                            | LINEAR                                                 |
| 14713 -           | 2000 CS63    | 2 tháng 2 năm 2000   | Socorro                            | LINEAR                                                 |
| 14714 -           | 2000 CQ65    | 4 tháng 2 năm 2000   | Socorro                            | LINEAR                                                 |
| 14715 -           | 2000 CD71    | 7 tháng 2 năm 2000   | Socorro                            | LINEAR                                                 |
| 14716 -           | 2000 CX81    | 4 tháng 2 năm 2000   | Socorro                            | LINEAR                                                 |
| 14717 -           | 2000 CJ82    | 4 tháng 2 năm 2000   | Socorro                            | LINEAR                                                 |
| 14718 -           | 2000 CX83    | 4 tháng 2 năm 2000   | Socorro                            | LINEAR                                                 |
| 14719 Sobey       | 2000 CB85    | 4 tháng 2 năm 2000   | Socorro                            | LINEAR                                                 |
| 14720 -           | 2000 CQ85    | 4 tháng 2 năm 2000   | Socorro                            | LINEAR                                                 |
| 14721 -           | 2000 CW91    | 6 tháng 2 năm 2000   | Socorro                            | LINEAR                                                 |
| 14722 -           | 2000 CK92    | 6 tháng 2 năm 2000   | Socorro                            | LINEAR                                                 |
| 14723 -           | 2000 CB93    | 6 tháng 2 năm 2000   | Socorro                            | LINEAR                                                 |
| 14724 SNO         | 2000 CA100   | 10 tháng 2 năm 2000  | Kitt Peak                          | Spacewatch                                             |
| 14725 -           | 2000 DC3     | 27 tháng 2 năm 2000  | Oizumi                             | T. Kobayashi                                           |
| 14726 -           | 2000 DD3     | 27 tháng 2 năm 2000  | Oizumi                             | T. Kobayashi                                           |
| 14727 Suggs       | 2000 DU11    | 27 tháng 2 năm 2000  | Kitt Peak                          | Spacewatch                                             |
| 14728 Schuchardt  | 2000 DY14    | 26 tháng 2 năm 2000  | Catalina                           | CSS                                                    |
| 14729 -           | 2000 DK16    | 29 tháng 2 năm 2000  | Đài thiên văn Zvjezdarnica Višnjan | K. Korlević                                            |
| 14730 -           | 2000 DS19    | 29 tháng 2 năm 2000  | Socorro                            | LINEAR                                                 |
| 14731 -           | 2000 DY68    | 29 tháng 2 năm 2000  | Socorro                            | LINEAR                                                 |
| 14732 -           | 2000 DX71    | 29 tháng 2 năm 2000  | Socorro                            | LINEAR                                                 |
| 14733 -           | 2000 DV74    | 29 tháng 2 năm 2000  | Socorro                            | LINEAR                                                 |
| 14734 Susanstoker | 2000 DZ78    | 29 tháng 2 năm 2000  | Socorro                            | LINEAR                                                 |
| 14735 -           | 2000 DV86    | 29 tháng 2 năm 2000  | Socorro                            | LINEAR                                                 |
| 14736 -           | 2000 DW97    | 29 tháng 2 năm 2000  | Socorro                            | LINEAR                                                 |
| 14737 -           | 2000 DU99    | 29 tháng 2 năm 2000  | Socorro                            | LINEAR                                                 |
| 14738 -           | 2000 DW106   | 29 tháng 2 năm 2000  | Socorro                            | LINEAR                                                 |
| 14739 Edgarchavez | 2000 EF21    | 3 tháng 3 năm 2000   | Catalina                           | CSS                                                    |
| 14740 -           | 2000 ED32    | 5 tháng 3 năm 2000   | Socorro                            | LINEAR                                                 |
| 14741 Teamequinox | 2000 EQ49    | 9 tháng 3 năm 2000   | Socorro                            | LINEAR                                                 |
| 14742 -           | 2000 EQ56    | 8 tháng 3 năm 2000   | Socorro                            | LINEAR                                                 |
| 14743 -           | 2016 P-L     | 24 tháng 9 năm 1960  | Palomar                            | C. J. van Houten, I. van Houten-Groeneveld, T. Gehrels |
| 14744 -           | 2092 P-L     | 16 tháng 9 năm 1960  | Palomar                            | C. J. van Houten, I. van Houten-Groeneveld, T. Gehrels |
| 14745 -           | 2154 P-L     | 24 tháng 9 năm 1960  | Palomar                            | C. J. van Houten, I. van Houten-Groeneveld, T. Gehrels |
| 14746 -           | 2164 P-L     | 16 tháng 9 năm 1960  | Palomar                            | C. J. van Houten, I. van Houten-Groeneveld, T. Gehrels |
| 14747 -           | 2541 P-L     | 24 tháng 9 năm 1960  | Palomar                            | C. J. van Houten, I. van Houten-Groeneveld, T. Gehrels |
| 14748 -           | 2620 P-L     | 24 tháng 9 năm 1960  | Palomar                            | C. J. van Houten, I. van Houten-Groeneveld, T. Gehrels |
| 14749 -           | 2626 P-L     | 16 tháng 9 năm 1960  | Palomar                            | C. J. van Houten, I. van Houten-Groeneveld, T. Gehrels |
| 14750 -           | 2654 P-L     | 24 tháng 9 năm 1960  | Palomar                            | C. J. van Houten, I. van Houten-Groeneveld, T. Gehrels |
| 14751 -           | 2688 P-L     | 24 tháng 9 năm 1960  | Palomar                            | C. J. van Houten, I. van Houten-Groeneveld, T. Gehrels |
| 14752 -           | 3005 P-L     | 24 tháng 9 năm 1960  | Palomar                            | C. J. van Houten, I. van Houten-Groeneveld, T. Gehrels |
| 14753 -           | 4592 P-L     | 24 tháng 9 năm 1960  | Palomar                            | C. J. van Houten, I. van Houten-Groeneveld, T. Gehrels |
| 14754 -           | 4806 P-L     | 24 tháng 9 năm 1960  | Palomar                            | C. J. van Houten, I. van Houten-Groeneveld, T. Gehrels |
| 14755 -           | 6069 P-L     | 24 tháng 9 năm 1960  | Palomar                            | C. J. van Houten, I. van Houten-Groeneveld, T. Gehrels |
| 14756 -           | 6232 P-L     | 24 tháng 9 năm 1960  | Palomar                            | C. J. van Houten, I. van Houten-Groeneveld, T. Gehrels |
| 14757 -           | 6309 P-L     | 24 tháng 9 năm 1960  | Palomar                            | C. J. van Houten, I. van Houten-Groeneveld, T. Gehrels |
| 14758 -           | 6519 P-L     | 24 tháng 9 năm 1960  | Palomar                            | C. J. van Houten, I. van Houten-Groeneveld, T. Gehrels |
| 14759 -           | 6520 P-L     | 24 tháng 9 năm 1960  | Palomar                            | C. J. van Houten, I. van Houten-Groeneveld, T. Gehrels |
| 14760 -           | 6595 P-L     | 24 tháng 9 năm 1960  | Palomar                            | C. J. van Houten, I. van Houten-Groeneveld, T. Gehrels |
| 14761 -           | 6608 P-L     | 24 tháng 9 năm 1960  | Palomar                            | C. J. van Houten, I. van Houten-Groeneveld, T. Gehrels |
| 14762 -           | 6647 P-L     | 16 tháng 9 năm 1960  | Palomar                            | C. J. van Houten, I. van Houten-Groeneveld, T. Gehrels |
| 14763 -           | 6793 P-L     | 24 tháng 9 năm 1960  | Palomar                            | C. J. van Houten, I. van Houten-Groeneveld, T. Gehrels |
| 14764 -           | 7072 P-L     | 17 tháng 10 năm 1960 | Palomar                            | C. J. van Houten, I. van Houten-Groeneveld, T. Gehrels |
| 14765 -           | 9519 P-L     | 17 tháng 10 năm 1960 | Palomar                            | C. J. van Houten, I. van Houten-Groeneveld, T. Gehrels |
| 14766 -           | 9594 P-L     | 17 tháng 10 năm 1960 | Palomar                            | C. J. van Houten, I. van Houten-Groeneveld, T. Gehrels |
| 14767 -           | 1137 T-1     | 25 tháng 3 năm 1971  | Palomar                            | C. J. van Houten, I. van Houten-Groeneveld, T. Gehrels |
| 14768 -           | 1238 T-1     | 25 tháng 3 năm 1971  | Palomar                            | C. J. van Houten, I. van Houten-Groeneveld, T. Gehrels |
| 14769 -           | 2175 T-1     | 25 tháng 3 năm 1971  | Palomar                            | C. J. van Houten, I. van Houten-Groeneveld, T. Gehrels |
| 14770 -           | 2198 T-1     | 25 tháng 3 năm 1971  | Palomar                            | C. J. van Houten, I. van Houten-Groeneveld, T. Gehrels |
| 14771 -           | 4105 T-1     | 26 tháng 3 năm 1971  | Palomar                            | C. J. van Houten, I. van Houten-Groeneveld, T. Gehrels |
| 14772 -           | 4195 T-1     | 26 tháng 3 năm 1971  | Palomar                            | C. J. van Houten, I. van Houten-Groeneveld, T. Gehrels |
| 14773 -           | 4264 T-1     | 26 tháng 3 năm 1971  | Palomar                            | C. J. van Houten, I. van Houten-Groeneveld, T. Gehrels |
| 14774 -           | 4845 T-1     | 13 tháng 5 năm 1971  | Palomar                            | C. J. van Houten, I. van Houten-Groeneveld, T. Gehrels |
| 14775 -           | 1139 T-2     | 29 tháng 9 năm 1973  | Palomar                            | C. J. van Houten, I. van Houten-Groeneveld, T. Gehrels |
| 14776 -           | 1282 T-2     | 29 tháng 9 năm 1973  | Palomar                            | C. J. van Houten, I. van Houten-Groeneveld, T. Gehrels |
| 14777 -           | 2078 T-2     | 29 tháng 9 năm 1973  | Palomar                            | C. J. van Houten, I. van Houten-Groeneveld, T. Gehrels |
| 14778 -           | 2216 T-2     | 29 tháng 9 năm 1973  | Palomar                            | C. J. van Houten, I. van Houten-Groeneveld, T. Gehrels |
| 14779 -           | 3072 T-2     | 30 tháng 9 năm 1973  | Palomar                            | C. J. van Houten, I. van Houten-Groeneveld, T. Gehrels |
| 14780 -           | 1078 T-3     | 17 tháng 10 năm 1977 | Palomar                            | C. J. van Houten, I. van Houten-Groeneveld, T. Gehrels |
| 14781 -           | 1107 T-3     | 17 tháng 10 năm 1977 | Palomar                            | C. J. van Houten, I. van Houten-Groeneveld, T. Gehrels |
| 14782 -           | 3149 T-3     | 16 tháng 10 năm 1977 | Palomar                            | C. J. van Houten, I. van Houten-Groeneveld, T. Gehrels |
| 14783 -           | 3152 T-3     | 16 tháng 10 năm 1977 | Palomar                            | C. J. van Houten, I. van Houten-Groeneveld, T. Gehrels |
| 14784 -           | 3268 T-3     | 16 tháng 10 năm 1977 | Palomar                            | C. J. van Houten, I. van Houten-Groeneveld, T. Gehrels |
| 14785 -           | 3508 T-3     | 16 tháng 10 năm 1977 | Palomar                            | C. J. van Houten, I. van Houten-Groeneveld, T. Gehrels |
| 14786 -           | 4052 T-3     | 16 tháng 10 năm 1977 | Palomar                            | C. J. van Houten, I. van Houten-Groeneveld, T. Gehrels |
| 14787 -           | 5038 T-3     | 16 tháng 10 năm 1977 | Palomar                            | C. J. van Houten, I. van Houten-Groeneveld, T. Gehrels |
| 14788 -           | 5172 T-3     | 16 tháng 10 năm 1977 | Palomar                            | C. J. van Houten, I. van Houten-Groeneveld, T. Gehrels |
| 14789 GAISH       | 1969 TY1     | 8 tháng 10 năm 1969  | Nauchnij                           | L. I. Chernykh                                         |
| 14790 Beletskij   | 1970 OF      | 30 tháng 7 năm 1970  | Nauchnij                           | T. M. Smirnova                                         |
| 14791 Atreus      | 1973 SU      | 19 tháng 9 năm 1973  | Palomar                            | C. J. van Houten, I. van Houten-Groeneveld, T. Gehrels |
| 14792 Thyestes    | 1973 SG1     | 24 tháng 9 năm 1973  | Palomar                            | C. J. van Houten, I. van Houten-Groeneveld, T. Gehrels |
| 14793 -           | 1975 SE2     | 30 tháng 9 năm 1975  | Palomar                            | S. J. Bus                                              |
| 14794 Konetskiy   | 1976 SD5     | 24 tháng 9 năm 1976  | Nauchnij                           | N. S. Chernykh                                         |
| 14795 Syoyou      | 1977 EE7     | 12 tháng 3 năm 1977  | Kiso                               | H. Kosai, K. Hurukawa                                  |
| 14796 -           | 1977 XF2     | 7 tháng 12 năm 1977  | Palomar                            | S. J. Bus                                              |
| 14797 -           | 1977 XZ2     | 7 tháng 12 năm 1977  | Palomar                            | S. J. Bus                                              |
| 14798 -           | 1978 UW4     | 27 tháng 10 năm 1978 | Palomar                            | C. M. Olmstead                                         |
| 14799 -           | 1979 MS2     | 25 tháng 6 năm 1979  | Siding Spring                      | E. F. Helin, S. J. Bus                                 |
| 14800 -           | 1979 MP4     | 25 tháng 6 năm 1979  | Siding Spring                      | E. F. Helin, S. J. Bus                                 |